# Nodeland
Nodeland é um centro administrativo da comuna de Songdalen, na Noruega. Sua população em 2005 era de  1,834 habitantes. Fica a 10 km da cidade de Kristiansand.